# Triacanthagyna septima
Triacanthagyna septima är en trollsländeart som först beskrevs av Selys 1857.  Triacanthagyna septima ingår i släktet Triacanthagyna och familjen mosaiktrollsländor. Inga underarter finns listade i Catalogue of Life.